# Dashinchilen
Dashinchilen (tiếng Mông Cổ: Дашинчилэн) là một sum của tỉnh Bulgan ở miền bắc Mông Cổ. Vào năm 2009, dân số của sum là 2.574 người.

## Địa lý
Sum có diện tích khoảng 2.600 km2. Trung tâm sum, Suuzh, nằm cách tỉnh lỵ Bulgan 146 km và thủ đô Ulaanbaatar 220 km.

### Khí hậu
Dashinchilen có khí hậu cận Bắc Cực. Nhiệt độ trung bình hàng năm ở khu vực này là 4 °C. Tháng ấm nhất là tháng 7, khi nhiệt độ trung bình là 27 °C và lạnh nhất là tháng 1, với -23 °C. Lượng mưa trung bình hàng năm là 380 mm. Tháng nhiều mưa nhất là tháng 7, với lượng mưa trung bình 102 mm và khô nhất là tháng 2, với lượng mưa 2 mm.

## Kinh tế
Sum có một trường học, bệnh viện, trung tâm thương mại và nhà văn hóa.

## Người nổi tiếng
- Sonomyn Udval (1921-1991) - chính trị gia và nhà văn